# 高知県立中村高等学校西土佐分校
高知県立中村高等学校西土佐分校（こうちけんりつ なかむらこうとうがっこう にしとさぶんこう）は、高知県四万十市西土佐津野川にある県立高等学校。

## 概要
高知県立中村高等学校の分校である。
自転車通学する者が多い。
2年次からは、文理系か家政系の科目の中から選択する。
卒業後の進路としては、大学や専門学校への進学が多い。
- 生徒数（令和2年12月22日現在）
  - 28名
- 制服
  - 男子
    - 詰襟（冬服）
    - 半袖ワイシャツ（夏服）

  - 女子
    - 長袖セーラー服（冬服）
    - 半袖セーラー服（夏服）
- 部活動
  - カヌー部
  - クッキング部
  - 卓球部
  - ラポール（ボランティア部）

## 沿革
- 1951年 - 中村高等学校の津大分校として開校（昼間定時制）。
- 1958年 - 市町村合併により現校名となる。
- 1965年 - 全日制に転換。

## その他
- 自宅通学困難な通学者のための寮を設置している（青葉寮）。
- 県外からの志願（愛媛県在住の自宅通学生を除く）については保証人が必要。

## 著名な卒業生
- 笹山久三 - 作家、労働運動活動家。